# Württembergischer DWss
Der Württembergische DWss (DWss steht für einen schmalspurigen Dampftriebwagen mit 750 mm Spurweite) war der einzige schmalspurige Dampftriebwagen für die Königlich Württembergischen Staats-Eisenbahnen (K.W.St.E.). Das Fahrzeug, welches ein Einzelstück blieb, wurde bereits 1921 ausgemustert und an die Deutsche Eisenbahn-Betriebsgesellschaft (DEBG) verkauft, welche den Triebwagen bis 1931 einsetzte.

## Geschichte
Bereits um 1880 erprobte die K.W.St.E. einen preußischen Dampftriebwagen. Die erste größere Serie wurde ab 1895 mit dem Kittel-Dampftriebwagen beschafft. Diese Fahrzeuge bewährten sich recht gut, sodass für die unrentable schmalspurige Federseebahn Schussenried–Buchau ebenfalls solch ein Triebwagen beschafft werden sollte. 1907 wurde schließlich ein Triebwagen in Auftrag gegeben, der bereits im März desselben Jahres von der Maschinenfabrik Esslingen geliefert wurde. Zuerst wurde der Triebwagen im März und April 1907 auf der Zabergäubahn Lauffen–Leonbronn ausgiebig getestet.
Nach den Testfahrten auf der Zabergäubahn übernahm der Triebwagen ab dem 1. Mai 1907 auf der Federseebahn den kompletten Personenverkehr. Den täglichen fünf Personenzügen wurden auch Güterwagen beigestellt, sodass der neue Dampftriebwagen auch die angehängten Güterwagen mit nach Buchau transportierte. Die Dampflokomotiven behielten lediglich den Verkehr zu den einzigen zwei Anschlussgleisen, welche dem Torfwerk Schussenried und der Wilhelmshütte gehörten.
Zwar war der Triebwagen bei den Fahrgästen nicht sonderlich beliebt (u. a. verlängerte sich die Fahrzeit gegenüber den dampflokbespannten Zügen von 30 auf 35 Minuten), dennoch wurde am Einsatz festgehalten. Da der Triebwagen lediglich mit einem Lokführer (welcher gleichzeitig die Aufgaben des Heizers übernahm) und einem Schaffner zu besetzen war, konnte Personal eingespart werden. Die vorher äußerst unrentable Bahnlinie erwirtschaftete zwar so noch immer keinen Gewinn, aber die Zuschüsse konnten massiv gekürzt werden. Trotz des wirtschaftlichen Erfolgs wurden aber keine weiteren Fahrzeuge dieser Bauart beschafft.
Mit der Erweiterung der Bahnlinie bis Dürmentingen fuhr der Triebwagen auch bis hierher. Erst nach der Fertigstellung der Gesamtstrecke bis Riedlingen wurde der Triebwagen wieder von den Dampflokomotiven verdrängt, nur auf dem Abschnitt Schussenried–Buchau behielt er seine Verkehrsleistungen. Mit dem Sommerfahrplanwechsel am 31. Mai 1921 wurde das Fahrzeug schließlich nach nicht einmal 15 Betriebsjahren abgestellt.
1925 kaufte die DEBG den Dampftriebwagen und setzte ihn auf der Jagsttalbahn Möckmühl–Dörzbach bis 1931 ein. Danach sollte der abgestellte Triebwagen zwar noch auf Benzol-Antrieb umgebaut werden, doch dazu kam es nicht mehr, sodass das Fahrzeug 1937 verschrottet wurde, nachdem es ab 1931 nach Ausbau des Dampfkessels nur noch als Personenwagen genutzt wurde.

## Technische Merkmale

Vorder- und Seitenansicht geschlossen, Draufsicht aufgeschnitten

Der vierachsige Triebwagen, von dem lediglich eine Achse angetrieben war, besaß einen stehenden Kitteldampfkessel, welcher am vorderen Fahrzeugende in einem eigenen Abteil untergebracht war. Kessel und Antrieb wurden von den normalspurigen Dampftriebwagen übernommen. Wegen der geringeren zulässigen Achslast, wurde der schmalspurige Triebwagen aber mit Drehgestellen versehen. Dabei ruhte der Kessel auf dem Drehgestellrahmen und bildete gleichzeitig den Drehpunkt des Drehgestells. Auf diese Weise wurden flexible oder gelenkige Dampfleitungen vermieden. Der Oberschuss des Kessels hatten einen erheblich größeren Durchmesser, so wurde eine größere Verdampfungsoberfläche erreicht. Auf dem Oberschuss saß die Rauchkammer wieder mit geringerem Durchmesser, in die Rauchkammerklappe war der Schornstein eingelassen. In der Rauchkammer befand sich auch der Schlangenrohrüberhitzer, der aus einem dreifach gewundenen, aus einem Stück hergestellten Rohr bestand. Er war so befestigt, dass er während der Fahrt in leichte Schwingungen geriet, was die Ablagerung von Flugasche verhinderte. Trotz der Heißdampfausführung wurden Flachschieber verwendet, die sich bei ähnlichen Kesseln bewährt hatten. Der Antrieb erfolgte über eine Zwillingsmaschine mit Heusinger-Steuerung auf die zweite Achse des Drehgestells.
Neben dem Kessel war der Gepäckraum, der auch acht Behelfssitzplätze hatte, untergebracht. In der Wagenmitte befand sich das Abteil dritter Klasse, gefolgt von einem für die vierte Klasse. Am Ende des Fahrzeugs bestand eine Plattform, von der aus der Schaffner bei Rückwärtsfahrten des Triebwagens mittels zweier auf dem Dach entlanglaufenden Stangen die Dampfpfeife und das Läutewerk betätigen konnte. Außerdem gab es dort ein Führerbremsventil und einen Regler für ein Absperrventil in dem Dampfeinströmrohr, so dass der Schaffner den Zug jederzeit zum Stillstand bringen konnte.
Da der Dampfkessel lediglich durch einfache Holzwände vom Fahrgastraum abgetrennt wurde, war der Dampftriebwagen bei den Fahrgästen aufgrund seiner Lautstärke äußerst unbeliebt. Er trug den Spitznamen „Sapperlot-Wagen“, da er die Fahrgäste an einen 1895 von den Königlich Württembergischen Staatseisenbahnen probeweise beschafften „Serpollet-Wagen“ erinnerte, einen Dampf-Zweiachser des französischen Herstellers Anatole Serpollet.